# Liste der Kulturdenkmäler in Bischoffen
Die folgende Liste enthält die in der Denkmaltopographie ausgewiesenen Kulturdenkmäler auf dem Gebiet  der Gemeinde Bischoffen, Lahn-Dill-Kreis, Hessen.
Hinweis: Die Reihenfolge der Denkmäler in dieser Liste orientiert sich zunächst an Ortsteilen und anschließend der Anschrift, alternativ ist sie auch nach der Bezeichnung, der vom Landesamt für Denkmalpflege vergebenen Nummer oder der Bauzeit sortierbar.
Kulturdenkmäler werden fortlaufend im Denkmalverzeichnis des Landes Hessen durch das Landesamt für Denkmalpflege Hessen auf Basis des Hessischen Denkmalschutzgesetzes (HDSchG) geführt. Die Schutzwürdigkeit eines Kulturdenkmals hängt nicht von der Eintragung in das Denkmalverzeichnis des Landes Hessen oder der Veröffentlichung in der Denkmaltopographie ab.

## Kulturdenkmäler nach Ortsteilen

### Bischoffen
| Bild              | Bezeichnung                   | Lage | Beschreibung | Bauzeit                                                             | Objekt-Nr. |
| ----------------- | ----------------------------- | --- | --- | ------------------------------------------------------------------- | ---------- |
| weitere Bilder    | Ehemalige evangelische Kirche | Bischoffen, Am Damm o. Nr. LageFlur: 2, Flurstück: 27 | Die kleine Chorturmanlage liegt eng von Häusern umgeben inmitten des alten Ortskerns. Der sich verjüngende, wohl romanische Turm war im Erdgeschoss ursprünglich gewölbt, wie die Gewölbeansätze über Segementbogennischen erkennen lassen. Nachträglich vergrößerte Fensteröffnungen. In den Obergeschossen wehrhafter Ausbau mit Schießscharten, das Zeltdach mit spätgotischem Dachwerk. Vielleicht unter Verwendung älterer Mauerreste entstand in nachmittelalterlicher Zeit das kleine, flach gedeckte Kirchenschiff. Die beide Raumteile zusammenfassende, L-förmige Empore im Chor noch aus der Barockzeit, im Schiff wohl aus dem 19. Jahrhundert. Die geschnitzte Kanzel aus der Mitte des 17. Jahrhunderts z. Z. ausgelagert. Seit 1954 fehlende Nutzung. Kulturdenkmal aus geschichtlichen und künstlerischen Gründen. | Chorturm wohl 12./13. Jh.; Schiff erneuert/umgebaut 19. Jahrhundert | 44328 DDB  |
| Ziegelbau         | Ziegelbau                     | Bischoffen, Am Damm 4 LageFlur: 2, Flurstück: 22 | Der kleine Ziegelbau mit Kniestock wurde laut Auskunft 1924 als Schmiede errichtet. Diese Funktion lässt sich vor allem an dem kleinen gusseisernen Pferdekopf über dem Eingang und den Stahlsprossenfenstern in Rechteckblenden ablesen. Als Zeugnis für das dörfliche Handwerk trotz fehlender Einrichtung von Bedeutung. Kulturdenkmal aus geschichtlichen und technischen Gründen. | 1924                                                                | 44327 DDB  |
| Viehwaage         | Viehwaage                     | Bischoffen, Am Mühlbach (bei Nr. 1) LageFlur: 1, Flurstück: 145/3 | Das am nördlichen Ortsausgang gelegene kleine Wiegehäuschen wurde laut Auskunft 1912 in Fachwerk-Ziegelbauweise errichtet. Als typischer dörflicher Gemeinschaftsbau ist er vor allem im Zusammenhang mit den Viehwaagen in Niederweidbach, Wilsbach und Roßbach erhaltenswert. Kulturdenkmal aus geschichtlichen Gründen. | 1912                                                                | 44330 DDB  |
| Bahnhof           | Bahnhof                       | Bischoffen, Bahnhofstraße o. Nr. LageFlur: 7, Flurstück: 256/5 | Der kleine Landbahnhof entstand beim Bau der Eisenbahnlinie Herborn-Niederwalgern zwischen 1894 und 1902. Das Empfangsgebäude aus sich durchdringenden Giebelbauten in Ziegelbauweise, von dem sich das benachbarte Lagerhaus mit dekorativem Fachwerk absetzt. Bescheidenes, jedoch charakteristisches Exemplar aus der Zeit einer verstärkten ländlichen Verkehrserschließung. Kulturdenkmal aus geschichtlichen Gründen. | 1894 bis 1902                                                       | 44334 DDB  |
| Fachwerkhaus      | Fachwerkhaus                  | Bischoffen, Bahnhofstraße 2 LageFlur: 2, Flurstück: 37 | Das traufständige Einhaus wurde laut Inschrift 1785 für Anton Philipp und seine Frau Anna Elisabeth errichtet. An der Scheune ist der Werkmeister Johann Jakob Wetz aus Offenbach mit der Jahreszahl 1786 vermerkt. Winkelig angefügter Wirtschaftsbau mit Kratzputz von 1810. Neben der eher seltenen Gehöftform zeichnet sich das Anwesen durch reiches Zierfachwerk mit Mann-Figuren, Feuerböcken und einer geschnitzten Pilasterrahmung am Eingang aus. Kulturdenkmal aus geschichtlichen Gründen. | 1785                                                                | 44331 DDB  |
| Fachwerkhaus      | Fachwerkhaus                  | Bischoffen, Bahnhofstraße 9 LageFlur: 2, Flurstück: 16/2 | Fachwerkwohnhaus eines Parallelhofes, dessen Scheune nur noch rudimentär erhalten ist. Der Kernbau mit Mann-Figuren im Obergeschoss datiert wohl ins 18. Jahrhundert, während die westliche Gebäudezone mit geschnitztem Eckständer und Feuerbock um 1800 angefügt wurde. Das Erdgeschoss wohl schon im 19. Jahrhundert teilweise massiv in Ziegel erneuert. In einer Reihe traufständiger Anwesen der Bahnhofstraße ist das Haus mit seiner interessanten Baugeschichte für die Orts- und Siedlungsgeschichte bedeutsam. Kulturdenkmal aus geschichtlichen und städtebaulichen Gründen. | 18. Jahrhundert                                                     | 44332 DDB  |
| Scheune           | Scheune                       | Bischoffen, Bahnhofstraße (bei Nr. 13) LageFlur: 2, Flurstück: 14/2 | Die Scheune wurde laut Inschrift 1770 von Johann Jacob Sommer und seiner Frau Anna Elisabeth erbaut. Relativ aufwendiges Gefüge mit halben Mann-Figuren, reichen Profilierungen, Feuerbock sowie Tor mit seltenen Außenverstrebungen. Typischer und weitgehend vollständig erhaltener Vertreter dieser Baugattung. Kulturdenkmal aus geschichtlichen Gründen. | 1770                                                                | 44333 DDB  |
| Bild gesucht BW   | Eisenbahnbrücke               | Bischoffen, Eisenbahn LageFlur: 7, Flurstück: 182/29 | | 1901                                                                | 952634 DDB |
| Bild gesucht BW   | Sachgesamtheit Eisenbahn      | Bischoffen, Eisenbahn, Überm Holing, Schmidtsrain, Offenbacher Straße, In der Hall, Bettenrain, Bahnhofstraße 18, 22a, Bahnhofstraße Auf der Hohl, Auf dem Langstück LageFlur: 7, 10, Flurstück: 182/2, 182/3, 182/9, 182/11, 182/12, 182/18–23, 182/25–32, 228/2, 256/11, 256/13, 256/14, 256/5, 256/6, 256/8, 256/9, 125 | |                                                                     | 953336 DDB |
| Gellenbachmühle   | Gellenbachmühle               | Bischoffen, Gellenbachmühle (Außerhalb der Ortslage) LageFlur: 6, Flurstück: 96 | Die Gellenbachmühle liegt unweit der Einmündung des Gellenbaches in die Aar, von der ursprünglich der Mühlgraben abzweigte. Die heute noch das Anwesen durchschneidenden Gemarkungsgrenzen gehen auf alte Grenzverläufe, u. a. zwischen Preußen, Nassau und Hessen zurück, woraus der Beiname „Dreiländermühle“ resultiert. Bereits 1356 erwähnt, geht die heutige Substanz des Zweiseithofes auf jüngere Zeit zurück. Das Mühlengebäude ist, für die Gegend ungewöhnlich, massiv in Bruchstein errichtet. Das eiserne Mühlrad an der Traufseite ist noch in Resten vorhanden. Die 1989 abgebrannte Scheune von 1695 wurde nach altem Vorbild rekonstruiert. Kulturdenkmal aus geschichtlichen Gründen. | 1356                                                                | 44360 DDB  |
| Gesamtanlage      | Gesamtanlage                  | Bischoffen, Gesamtanlage Ortskern Bischoffen Lage | Am Damm gesamt; Am Mühlbach 1; Bahnhofstraße 2–14 (gerade), 1–17 (ungerade); Im Hof gesamt; Sandbergstraße 2, 8–28 (gerade), 1–11 (ungerade); Wallenfelsstraße 2 –6 (gerade), 1–11 (ungerade). Der alte Ortskern liegt einschließlich der Kirche in der flachen Niederung des Siegbaches, der mit seinem offenen Verlauf und zahlreichen Stegen ein bestimmendes Element der Gesamtanlage darstellt. Eine platzartige Eingangssituation entsteht an der steinernen Ortsbrücke, wo der alten Dorfmühle (Wallenfelsstraße 2) ortsbildprägende Funktion zukommt. Die nördliche Begrenzung wird durch die Häuser an der Sandbergstraße gebildet, wo zahlreiche Bauten im 19. und frühen 20. Jahrhundert entstanden sind (Scheune Nr. 7: 1887). Im unteren Bereich der Bahnhofstraße ist die Abfolge von traufständigen Bauten auffällig. Erwähnenswert ist hier das ehemalige Brauhaus bei Nr. 10. Die Straße Am Damm führt anfänglich parallel zum Bach, verzweigt sich dann aber um die ursprünglich noch enger eingebaute Kirche in kleinere Stich- und Verbindungswegen. Ungewöhnlich ist der fast geschlossene Bereich Im Hof, der wohl zu den ältestenSiedlungsbereichen des Dorfes gehört. |                                                                     | 645485 DDB |
| Kriegerdenkmal    | Kriegerdenkmal                | Bischoffen, Günteroder Straße 6 LageFlur: 3, Flurstück: 96/2 | Das Denkmal für die Gefallenen des Ersten Weltkrieges entstand um 1920 in bedeutungsvoller Lage am Hang oberhalb der Hauptstraße. Wirkungsvoll in Futtermauern, Treppen und Baumpflanzungen eingebunden, dient ein Pfeiler aus Bossenquadern mit Kreuzbekrönung als Gedenkstein (vgl. Roßbach). Erweiterung für die Gefallenen des Zweiten Weltkrieges durch flankierende Granitstelen. | 1915 bis 1925                                                       | 645494 DDB |
| Rathaus           | Rathaus                       | Bischoffen, Günteroder Straße 10 LageFlur: 1, Flurstück: 99/1 | Anstelle der alten Schulscheune entstand vor 1954 das Rat- und Spritzenhaus, vermutlich nach Plänen von Kreisbaumeister Ruppersberger. Funktionale Gliederung des kleinen, zweigeschossigen Baus durch große Feuerwehrtore im Erdgeschoss und damit nicht korrespondierende Fenster im Obergeschoss; Satteldach mit Glockentürmchen. Nicht nur als Vertreter einer klaren, einfachen Architekturrichtung, sondern auch aufgrund schöner Details (Holztore, Schriftzug) tritt der Bau gegenüber Rathäusern der benachbarten Orte (Wilsbach) hervor. Kulturdenkmal aus geschichtlichen Gründen. | 1925 bis 1975                                                       | 44337 DDB  |
| Ehemalige Schule  | Ehemalige Schule              | Bischoffen, Günteroder Straße 12 LageFlur: 1, Flurstück: 99/1 | Der erste Schulbau des Ortes entstand 1836 in dominanter Lage oberhalb des alten Dorfkerns. Die Scheune wurde um 1950 zugunsten des benachbarten Rathauses abgerissen. In angemessener Schlichtheit ist der massive, eingeschossige Bau einzig durch die regelmäßige Reihung der hochrechteckigen Fenster und die querformatigen Kellerfenster gegliedert. Kulturdenkmal aus geschichtlichen Gründen. | 1836                                                                | 44336 DDB  |
| Winkelhof         | Winkelhof                     | Bischoffen, Günteroder Straße 13, Günteroder Straße 11 LageFlur: 2, Flurstück: 57, 58 | Der Winkelhof am ehemaligen südlichen Dorfrand wurde laut Inschrift an der Scheune 1821 von Johannes Baugs und seiner Frau Helena durch Nicklas Rubb aus Oberweidbach erbaut. Das Fachwerk des Wohnhauses zeigt ein engmaschiges Gefüge, bei dem die Dreiergruppe aus Ständern an der Giebelseite auffällt. (Vgl. Oberweidbach, Marburger Straße 13). Als zeittypisches Gehöft an der Hauptdurchgangsstraße trotz des massiv erneuerten Erdgeschosses von Bedeutung. Kulturdenkmal aus geschichtlichen Gründen. | 1821                                                                | 44338 DDB  |
| Fachwerkhaus      | Fachwerkhaus                  | Bischoffen, Günteroder Straße 19 LageFlur: 2, Flurstück: 52/1 | Verputztes Fachwerkhaus an der Abzweigung der Wallenfelsstraße in den alten Ortskern. Proportionen, Geschossüberstand und Fensterformate lassen ein weit gehend intaktes Fachwerkgefüge wenigstens aus dem 18. Jahrhundert erwarten. Kulturdenkmal aus geschichtlichen Gründen. | 1725 bis 1775                                                       | 44339 DDB  |
| Scheune           | Scheune                       | Bischoffen, Im Hof 1 LageFlur: 1, Flurstück: 168/4 | Die mächtige Scheune wurde laut Inschrift 1794 von Johann Georg Hauch und seiner Frau Maria Catharina durch den Werkmeister Johann Jacob Diebel aus Eisemroth erbaut. Die herkömmliche Ständerbauweise mit mittlerer Tenne ist durch ungewöhnlich reiches Zierfachwerk aufgewertet, das besonders an der Schaufront zum Bach einen wohnhausartigen Eindruck vermittelt: dreizonige Gliederung mit Mann-Figuren bzw. Streben, über die Ständer hinweglaufendes Geschossprofil sowie Feuerböcke in den Brüstungsfeldern. Das vermutlich ältere Wohnhaus verbirgt trotz der Störungen im Erdgeschoss möglicherweise ein beachtliches Gefüge. Kulturdenkmal aus geschichtlichen und städtebaulichen Gründen. | 1794                                                                | 44340 DDB  |
| Winkelhof         | Winkelhof                     | Bischoffen, Im Hof 2 LageFlur: 1, Flurstück: 167 | Das Wohnhaus des Winkelhofes bildet mit der Scheune von Im Hof 1 eine eindrucksvolle Torsituation am Siegbach aus. Das im Obergeschoss sichtbare Fachwerk zeigt neben den Mann-Figuren ein auffälliges Taustabprofil, das Füllhölzer und Balkenköpfe umfasst. Die 1679 datierte Scheune mit halber Rosette über dem Tor teilweise umgebaut. Kulturdenkmal aus geschichtlichen und städtebaulichen Gründen. | 1679                                                                | 44341 DDB  |
| Fachwerkbau       | Fachwerkbau                   | Bischoffen, Sandbergstraße 11 LageFlur: 2, Flurstück: 31 | Kleiner Fachwerkbau, dessen Erdgeschoss im 19. Jahrhundert teilweise in Ziegel erneuert wurde. Die übliche Rähmbauweise mit Mann-Figuren ist um Zierformen an Eckständer und Füllhölzern (Lorbeerstab) sowie Brüstungsstreben bereichert. Trotz jüngerer Umbauten geschlossen und ursprünglich wirkender Bau in ortsbildprägender Lage an einer Straßenbiegung. Kulturdenkmal aus geschichtlichen und städtebaulichen Gründen. | 19. Jahrhundert                                                     | 44342 DDB  |
| Fachwerkbau       | Fachwerkbau                   | Bischoffen, Sandbergstraße 20 LageFlur: 1, Flurstück: 251 | Der giebelständige Fachwerkbau gehört mit seinem teilweise als Stall genutzten Keller zum Typ der Unterstallhäuser. Über dem teilweise massiv erneuerten Erdgeschoss ein solides Fachwerkgefüge aus der Zeit um 1700 mit Mann-Figuren und den historischen, kleinen Fensterformaten. Kulturdenkmal aus geschichtlichen Gründen. | 1695 bis 1705                                                       | 44343 DDB  |
| Brücke            | Brücke                        | Bischoffen, Siegbach (Am Damm/Günteroder Straße) LageFlur: 2, Flurstück: 95/2 | In der Ortsmitte wird der Siegbach von einer relativ breiten, segmentbogigen Brücke überspannt. Die mit Sandsteinplatten abgedeckte Brüstungsmauer geht nach Norden in die Futtermauer des Baches über und öffnet sich dort für die Einmündung des Mühlbaches der alte Ortsmühle (Wallenfelsstraße 2). Im Zusammenhang mit dem noch offen fließenden Bach ortsbildprägendes, selten gewordenes technisches Bauwerk, das in seinem heutigen Bestand ins 19. Jahrhundert datiert. Kulturdenkmal aus geschichtlichen, städtebaulichen und technischen Gründen. | 1825 bis 1875                                                       | 44329 DDB  |
| Sachteil: Gemälde | Sachteil: Gemälde             | Bischoffen, Wallenfelsstraße 2 LageFlur: 1, Flurstück: 163 | Die sicher bis ins 18. Jahrhundert zurückreichende Mühle ist im Mühlenhaus durch ein 1924 datiertes Gemälde von C. M. Bomba aus Endbach dekoriert. Es zeigt einen ruhenden Wanderer vor dem Hintergrund eines Bachtales mit Mühle sowie das Zitat des Volksliedes "In einem kühlen Grunde...". Bildgegenstand, Malweise und Spruch thematisieren in zeittypischer, von der Heimatschutzbewegung geprägter Weise die Mühlenromantik. Kulturdenkmal aus geschichtlichen und künstlerischen Gründen. | 1924                                                                | 44344 DDB  |
| Fachwerkbau       | Fachwerkbau                   | Bischoffen, Wallenfelsstraße 3 LageFlur: 2, Flurstück: 47 | Der in prägender Lage an der Siegbachbrücke gelegene Bau zeichnet sich durch reiches Fachwerk im Obergeschoss aus. Neben den Taustabprofilen an den Füllhölzern ist der in der Gegend seltene flache Fenstererker auf Konsolen zu nennen. Die massive Ausmauerung des Erdgeschosses und die Anhebung des Dachstuhls könnten mit der Putzdatierung 1913 zusammenhängen. Kulturdenkmal aus geschichtlichen und städtebaulichen Gründen. | 1913                                                                | 44345 DDB  |

### Niederweidbach
| Bild                          | Bezeichnung                                                    | Lage | Beschreibung | Bauzeit              | Objekt-Nr. |
| ----------------------------- | -------------------------------------------------------------- | --- | --- | -------------------- | ---------- |
| Luftschutzdenkmal             | Luftschutzdenkmal                                              | Niederweidbach, Bei dem Kirchhof (beim Friedhof) (Außerhalb der Ortslage) LageFlur: 9, Flurstück: 163/5     | Schlichter Denkmalstein mit Inschrift: „Hier wurde am 20.10.1918 von feindlichen Fliegern eine Bombe abgeworfen. Luftschutz tut not.“ Einer der wenigen Belege für die Betroffenheit der ländlichen Zivilbevölkerung vom Ersten Weltkrieg mit fast propagandistischer Wertung. Kulturdenkmal aus geschichtlichen Gründen. |                      | 44380 DDB  |
| Backhaus und Bürgermeisteramt | Backhaus und Bürgermeisteramt                                  | Niederweidbach, Gartenstraße 1 LageFlur: 11, Flurstück: 50/1                                                | Das kleine Gebäude verbindet in charakteristischer Weise Backhaus im Erdgeschoss und Gemeinderäume im Obergeschoss. Die öffentliche Funktion wird durch die dominante Lage an einer Straßenkreuzung und eine repräsentative Gestaltung verdeutlicht: axialer Eingang an der Giebelseite mit geschnitzten Pilastern, reiche Zierformen an den Fachwerkfiguren, Krüppelwalmdach. Aufgrund der gegendtypischen Schnitzereien lässt sich der Bau in die Zeit um 1800 datieren. Der Backraum im Inneren mit hölzerner Mittelsäule. Kulturdenkmal aus geschichtlichen, künstlerischen und städtebaulichen Gründen. | 1795 bis 1805        | 44362 DDB  |
| Gesamtanlage                  | Gesamtanlage                                                   | Niederweidbach, Gesamtanlage Ortskern Niederweidbach Lage                                                   | Gartenstraße 2, 1–5 (ungerade); Hauptstraße 8–34 (gerade), 15–37 (ungerade); Kirchstraße 2–6 (gerade), 1–5 (ungerade); Mittelstraße 2–14 (gerade), 1–9 (ungerade); Schulstraße 2–10 (gerade), 1–9 (ungerade). Die Gesamtanlage umfasst im Wesentlichen den alten Ortskern von Niederweidbach. Charakteristisch ist die Siedlungslage an einem Westhang mit der hoch gelegenen, über dem Ort thronenden Kirche, deren wehrhafter Turm und die ursprüngliche Ummauerung auch als Schutz der Köln-Leipziger Messestraße von Bedeutung waren. Die Straßen folgen teilweise dem Hangverlauf bzw. bilden den Zugang zur Kirche, die von hoher ortsbildprägender Wirkung ist. Ein weiterer städtebaulicher Akzent liegt im Umfeld des Rat- und Backhauses an einer der wichtigsten Straßenkreuzungen des Ortes. Den südlichen Abschluss der Gesamtanlage bildet das aus der Zeit um 1800 stammende Gehöft Roßbacher Straße 1. Außer in dem Bereich zwischen Hauptstraße 8 und 12 haben sich keine nennenswerten Reste einer Hausgartenzone erhalten. Die vorwiegend bäuerlich geprägte Bebauung des Ortes belegt eine Blüte der Fachwerkarchitektur um 1800, die sich durch ein reiches Gefüge mit Flachschnitzereien und Hausinschriften auszeichnet. Dieses typische Hinterländer Fachwerk ist auch in den Nachbarorten zu finden, jedoch nicht in dieser Menge und Qualität. Besonders erwähnenswert: Hauptstraße 19.Teilweise haben sich die Scheunen der Höfe besser und ursprünglicher erhalten, als deren Wohnhäuser, wie z. B. bei Hauptstraße 12 und 31, jeweils noch mit den Resten eines Stroh-Lehm-Behanges, oder bei Kirchstraße 3 mit riegellosem Fachwerk. Trotz zahlreicher Abbrüche und Neubauten lassen Dichte und Qualität der verbliebenen Bausubstanz einen besonderen Schutz sinnvoll erscheinen. |                      | 645520 DDB |
| Viehwaage                     | Viehwaage                                                      | Niederweidbach, Hauptstraße o. Nr. LageFlur: 9, Flurstück: 47                                               | In einer Straßengabelung am nördlichen Ortsausgang gelegenes Wiegehäuschen in Ziegelbauweise. Aufgrund der gegentypischen Häufung (Bischoffen, Roßbach, Wilsbach, Erda) und als Zeugnis für einen dörflichen Gemeinschaftsbau für die Ortsgeschichte von Bedeutung. Kulturdenkmal aus geschichtlichen Gründen. |                      | 44363 DDB  |
| Winkelhof                     | Winkelhof                                                      | Niederweidbach, Hauptstraße 10, 12, Hofacker LageFlur: 11, Flurstück: 214/1, 214/2, 228/3, 515/212, 516/216 | Am westlichen Ortsrand in zweiter Reihe gelegener, charakteristischer Winkelhof. Das Wohnhaus zeichnet sich neben den herkömmlichen Mann-Figuren durch verzierte Brüstungsfelder sowie qualitätvolle Schnitzereien und eine Inschrift von 1813 aus. Die typischen Eckbaluster und Blütenranken finden sich an vielen Bauten des Ortes und im Hessischen Hinterland. Nachträglich wurde die mächtige, wohl ältere Scheune aufgestockt und ein kleines Wirtschaftsgebäude errichtet. Gemeinsam mit der benachbarten Scheune entsteht ein kleiner Scheunenkranz am Ortsrand. In ungewöhnlicher Vollständigkeit sind zahlreiche originale Details des Wohnhauses, die Hofmauer mit Eingangstor, das Bachkieselpflaster und der Misthaufen erhalten. Damit gründet sich der Denkmalwert vor allem auf Qualität und Ursprünglichkeit. Kulturdenkmal aus geschichtlichen und künstlerischen Gründen. | 1813                 | 44364 DDB  |
| Scheune                       | Scheune                                                        | Niederweidbach, Hauptstraße 10 LageFlur: 11, Flurstück: 214/1, 515/212                                      | Die um die Mitte des 19. Jahrhunderts entstandene Scheune mit seitlicher Tenne zeichnet sich durch das seltene riegellose Fachwerkgefüge aus. Teilweise zweitverwendete Hölzer und Ziegelausmauerung. Trotz des schlechten Erhaltungszustandes aufgrund der besonders im nassauischen Bereich propagierten Konstruktionsweise und wegen der ortsbildprägenden Wirkung im Zusammenhang mit der Nachbarscheune von Bedeutung. Vgl. im Ort Kirchstraße 3. Kulturdenkmal aus geschichtlichen und städtebaulichen Gründen. | 1825 bis 1875        | 44365 DDB  |
| Winkelhof                     | Winkelhof                                                      | Niederweidbach, Hauptstraße 15 LageFlur: 11, Flurstück: 45/3                                                | Vollständiger Winkelhof mit älterem Fachwerkwohnhaus aus der Zeit um 1700. Über einem Stall- und einem Gewölbekeller weist es anstelle der üblichen Mann-Figuren gebogene Streben auf. Im Inneren zeichnet es sich durch eine reiche Treppe mit geschnitzten Balustern aus. Die Scheune mit zeittypischen Schnitzereien wurde 1809 von Werkmeister Konrad errichtet. Im Hof eine Pumpe. Kulturdenkmal aus geschichtlichen und künstlerischen Gründen. | 1695 bis 1705        | 44366 DDB  |
| Streckhof                     | Streckhof                                                      | Niederweidbach, Hauptstraße 17 LageFlur: 11, Flurstück: 46/3                                                | Der Streckhof verbirgt unter der Verkleidung ein weit gehend intaktes Gefüge, das nach alten Fotos wohl ins 18. Jahrhundert zu datieren ist. Die breite Giebelfront ist in Zusammenhang mit dem vorgelagerten Laufbrunnen für die Hauptstraße von prägender Bedeutung. Kulturdenkmal aus geschichtlichen und städtebaulichen Gründen. | 1725 bis 1775        | 44367 DDB  |
| Fachwerkbau                   | Fachwerkbau                                                    | Niederweidbach, Hauptstraße 18 LageFlur: 11, Flurstück: 200/1                                               | Der Fachwerkbau ist der letzte Rest einer ehemals eindrucksvollen Reihe ähnlich giebelständiger Bauten im nördlichen Hauptstraßenbereich. Teilweise zweifach verriegeltes, rasterförmiges Fachwerk sowie eingebogene Eck- und Bundstreben kennzeichnen das Gefüge, das vielleicht noch ins 17. Jahrhundert datiert. Kulturdenkmal aus geschichtlichen und städtebaulichen Gründen. | 1625 bis 1675        | 44369 DDB  |
| Fachwerkhaus                  | Fachwerkhaus                                                   | Niederweidbach, Hauptstraße 22 LageFlur: 11, Flurstück: 198/2                                               | Das ortsbildprägende, giebelständige Fachwerkhaus mit den typischen Mann- und Strebenfiguren des 18. Jahrhunderts wurde bei der jüngsten Renovierung um einige Meter von der Straße zurückgesetzt. Kulturdenkmal aus geschichtlichen Gründen. | 1725 bis 1775        | 44370 DDB  |
| Winkelhof                     | Winkelhof                                                      | Niederweidbach, Hauptstraße 28 LageFlur: 11, Flurstück: 191/1                                               | Die Inschrift am Wohnhaus des Winkelhofes gibt neben den Bauleuten Johann Georg Schreiner und dessen Frau Elisabeth den Werkmeister Johannes Koob sowie das Baudatum 1824 an. Trotz des massiv erneuerten Erdgeschosses ist der Bau aufgrund des ungewöhnlich reichen Fachwerkes mit Zierformen und Flachschnitzereien als Beispiel für die Handwerkskunst um 1800 im Hessischen Hinterland bedeutsam. Kulturdenkmal aus geschichtlichen und künstlerischen Gründen. | 1824                 | 44371 DDB  |
| Winkelhof                     | Winkelhof                                                      | Niederweidbach, Hauptstraße 35 LageFlur: 11, Flurstück: 176/1                                               | Der Winkelhof stammt laut Auskunft von 1702. Das Unterstallhaus dürfte unter der selten gewordenen Blechverkleidung noch ein weit gehend intaktes Gefüge verbergen, wie u. a. das an der Rückseite sichtbare Stichgebälk belegt. Die traufständige Scheune an der Straße entstand wohl zeitgleich mit dem Wohnhaus und zeichnet sich neben dem Geschossprofil durch verzierte Kopfwinkelhölzer aus. Relativ intakte Hofanlage von ortsbildprägender Wirkung an der südlichen Bebauungsgrenze des Dorfes im 18. Jahrhundert. Kulturdenkmal aus geschichtlichen und städtebaulichen Gründen. | 1702                 | 44372 DDB  |
| Brunnen                       | Brunnen                                                        | Niederweidbach, Hauptstraße (bei Nr. 17) LageFlur: 11, Flurstück: 254/10                                    | An der Hauptdurchgangsstraße gelegener, achteckiger Brunnentrog mit Mittelsäule aus der zweiten Hälfte des 19. Jahrhunderts. Charakteristische Gliederung aus kannelurenartigem Relief und Rosettenfries. Ähnliche Brunnen, die aus der Massenproduktion der Eisenhütten des Dillgebietes stammen, finden sich häufiger im nördlichen Lahn-Dill-Kreis, z. B. in Breidscheid-Medenbach. Kulturdenkmal aus geschichtlichen und städtebaulichen Gründen. | Ende 19. Jahrhundert | 44368 DDB  |
| Jüdischer Friedhof            | Jüdischer Friedhof                                             | Niederweidbach, Judenbegräbnis (Außerhalb der Ortslage) LageFlur: 7, Flurstück: 84                          | Östlich des Ortes liegt auf dem Weg nach Roßbach der relativ große jüdische Friedhof im Wald. Die 13 noch erhaltenen Grabsteine aus der Zeit zwischen etwa 1835 und 1904 sind meist stelenörmig, mit unterschiedlichen Abschlüssen: z. B. zinnenförmig oder rundbogig mit Dreipassblendbogen. Ein Grabstein mit segnenden Händen. Letztes Zeugnis der kleinen Gemeinde, zu der auch Juden aus Altenkirchen und Mudersbach gehörten. Kulturdenkmal aus geschichtlichen Gründen. |                      | 44381 DDB  |
| weitere Bilder                | Evangelische Pfarrkirche, ehemalige Wallfahrtskirche St. Maria | Niederweidbach, Kirchstraße o. Nr. LageFlur: 11, Flurstück: 82/1                                            | Der hoch über dem Aartal an der Nordseite des Ortes gelegene Bau gehört zu den eindrucksvollsten wehrhaften Landkirchen des Kreises, ursprünglich mit einer durch Grabungen erschlossenen Ummauerung, heute mit einem schönen alten Baumbestand auf den umgebenden Freiflächen. An den mächtigen quadratischen Chorturm, der wohl aus dem 14. Jahrhundert stammt, schließt sich das für die Gegend eher ungewöhnliche zweischiffige Langhaus an, das durch die Jahreszahl am südöstlichen Portal 1498 datiert ist. Der Turm ist im Erdgeschoss kreuzgratgewölbt und erhielt im 19. Jahrhundert einen neuen Spitzhelm mit Außenumgang. Die Trompen im Obergeschoss deuten auf einen ehemals vorhandenen oder geplanten Wehrgang. Die Kreuzgratgewölbe des zweischiffigen Kirchenraumes ruhen auf einer runden und einer achteckigen Stütze und leiten mit einem Dreistrahl elegant zum Triumphbogen über; schöne, z. T. figürliche Schlusssteine und Konsolen. Raumprägend ist die vor wenigen Jahren wiederhergestellte historistische Raumfassung um 1900 mit reichen Rankenmalereien und einem hübschen Fliesenboden. Im Westen führt eine Treppenspindel in den Dachraum, wo der Giebel mit Schlüsselloch- und Rechteckscharten wehrhaft ausgerüstet ist. Spätgotisches Dachwerk mit drei Mittelsäulen und drei Kehlbalkenlagen. Die erhöhte Lage in Blickbeziehung zu Hohensolms und die Wehrhaftigkeit der Kirche deuten auf eine schützende Funktion für die durch den Ort verlaufende jüngere „Leipzig-Kölner Messestraße“ (der älteren Brabanter Straße). Der Bau war gleichzeitig Marienwallfahrtskirche. Ungewöhnlich reiche und wertvolle Ausstattung: Marienaltar mit geschnitztem Mittelschrein und gemalten Flügeln (Hans Döring) um 1520, eingebunden in Orgelprospekt von 1954 mit älterer Orgel. Gotischer Taufstein. Spätgotisches Sakramentshaus im Chor. Kanzel von 1568, Emporen 1608 mit Malereien des 17. Jahrhunderts. Glocke von Laux (Lukas) Rucker, 1598. Kulturdenkmal aus geschichtlichen, künstlerischen, städtebaulichen und wissenschaftlichen Gründen. | 1325 bis 1375        | 44374 DDB  |
| Gehöft                        | Gehöft                                                         | Niederweidbach, Kirchstraße 12, Kirchstraße 5 LageFlur: 11, Flurstück: 577/4, 83/1, 87/4                    | In unmittelbarer Nähe der Kirche gelegenes, aus einem Streckhof entstandenes Gehöft. Die Scheune ist inschriftlich 1801 datiert und greift mit Zierformen und Flachschnitzereien die zeittypischen Dekorationsformen der Gegend auf; das verputzte bzw. verkleidete Wohnhaus vermutlich älter. Die kleineren Wirtschaftsgebäude sowie ein Auszugshaus bilden einen offenen Hofraum und einen torartigen Durchlass für die Kirchstraße. Aufgrund dieser eigenartigen Situation und der großen Zahl an Nebengebäuden erhaltenswertes Gehöft, das an der Westseite offensichtlich an die alte Kirchhofmauer gebaut wurde. Kulturdenkmal aus geschichtlichen und städtebaulichen Gründen. | 1795 bis 1805        | 44373 DDB  |
| Fachwerkwohnhaus              | Fachwerkwohnhaus                                               | Niederweidbach, Mittelstraße 1 LageFlur: 11, Flurstück: 115/3                                               | Das Fachwerkwohnhaus wurde 1827 von Jacob Kloos und seiner Frau Catarina durch Jacob Schneider errichtet. Die zahlreichen religiös- besinnlichen Inschriften und die Geschossprofile belegen, dass es sich trotz des konstruktiv wirkenden Gefüges um Sichtfachwerk handelt; es folgt jedoch einer strengeren Architekturauffassung, als z. B. das nur wenig ältere Haus Hauptstraße 28 von 1824. Im Ortsbild stellt die Giebelfront mit Krüppelwalmdach die optische Antwort zum benachbarten Rat- und Backhaus dar. Kulturdenkmal aus geschichtlichen und städtebaulichen Gründen. | 1827                 | 44375 DDB  |
| Fachwerkwohnhaus mit Scheune  | Fachwerkwohnhaus mit Scheune                                   | Niederweidbach, Mittelstraße 8 LageFlur: 11, Flurstück: 132                                                 | Ältester Teil des Parallelhofes ist die 1610 datierte, mächtige Scheune. Trotz einiger Störungen weist sie ein beeindruckendes, rasterförmiges Fachwerk mit wenigen Eckstreben auf. Als Zierformen sind der Zahnschnittfries am Torbalken und das "Auge Gottes" im Giebeldreieck hervorzuheben. Das teilweise verputzte Fachwerkwohnhaus lässt sich durch die geschnitzten Eckständer mit Balustern und Blütenranken in die Zeit kurz nach 1800 datieren. Als gewachsene Einheit sind die ungewöhnlich alte Scheune und das recht anspruchsvolle Wohnhaus von ortsgeschichtlicher Bedeutung. Kulturdenkmal aus geschichtlichen Gründen. | 1610                 | 44376 DDB  |
| Pfarrhaus                     | Pfarrhaus                                                      | Niederweidbach, Mittelstraße 9 LageFlur: 11, Flurstück: 144/2                                               | 1829 errichteten die Zimmerleute Adam Weigel aus Oberhörlen und Johann Jost Lenz aus Offenbach das neue Pfarrhaus. Im Gegensatz zu wenig älteren, traditionellen Bauten (Hauptstraße 28, Mittelstraße 1) sind das zweifach verriegelte, konstruktive Fachwerk, die flache Dachneigung über dem Kniestock und die regelmäßige Fensterreihung Elemente einer "modernen", rationalistischen Architekturströmung. Die rückwärtige Pfarrscheune mit Krüppelwalmdach entstand bereits 1764 unter Zimmermann Johann Georg Neuhauß aus Bischoffen; Reste von Kratzputz und Lehmsteinausfachung. Neben Altenkirchen eines der wenigen Beispiele eines noch fast vollständigen Pfarrhofes. Kulturdenkmal aus geschichtlichen Gründen. | 1829                 | 44377 DDB  |
| Scheune                       | Scheune                                                        | Niederweidbach, Mittelstraße 14 LageFlur: 11, Flurstück: 150/3                                              | Die Scheune wurde laut Inschrift 1800 von Johannes Walbrech und seiner Frau Anna Barbara durch Johann Peter Emrich errichtet. Bis auf einen 1898 in Ziegel ausgemauerten Stall ist der Bau weit gehend ursprünglich erhalten. Zahlreiche Details wie der selten gewordene Taubenschlag über dem Tor und horizontale Taustabprofile heben ihn von gleichartigen Bauten ab. Das wohl zeitgleiche Wohnhaus stark verändert. Kulturdenkmal aus geschichtlichen Gründen. | 1800                 | 44378 DDB  |
| Hofanlage                     | Hofanlage                                                      | Niederweidbach, Schulstraße 4 LageFlur: 11, Flurstück: 503/98                                               | Zu den ältesten Teilen der dreiseitig umbauten Hofanlage gehört das bis in die Mitte des 18. Jahrhunderts (1744) zurückreichende Brauhaus. Im unteren Bereich aus regelmäßigen Steinlagen gemauert, besitzt es einen Gewölbekeller und die Reste einer Kaminanlage. Die zur Schulstraße giebelständige Scheune mit Feuerbock über dem Tor dürfte um 1800, der traufständige Stall im 19. Jahrhundert entstanden sein. Als jüngster Bauteil ist das Wohnhaus kurz nach 1900 mit historisierend-dekorativem Fachwerk und Krüppelwalmdach erbaut worden. Der Komplex zeigt neben einer langen baulichen Entwicklungsgeschichte die nur noch sehr selten belegbare Funktion des Brauhauses. Kulturdenkmal aus geschichtlichen Gründen. | 1719 bis 1769        | 44379 DDB  |

### Wilsbach
| Bild                     | Bezeichnung              | Lage                                                                   | Beschreibung | Bauzeit                | Objekt-Nr. |
| ------------------------ | ------------------------ | ---------------------------------------------------------------------- | --- | ---------------------- | ---------- |
| Evangelische Pfarrkirche | Evangelische Pfarrkirche | Wilsbach, Am Kirchplatz 3 LageFlur: 10, Flurstück: 539                 | Auf einer Anhöhe oberhalb des alten Ortskerns liegt die evangelische Kirche, deren älteste Teile an der Südostseite inschriftlich 1569 datiert sind. Der kleine Fachwerkbau, im Obergeschoss mit gebogenen Streben über einem Bruchsteinsockel, wurde 1899 nach Südwesten erweitert und erhielt 1950 einen Chor- und Glockenturm mit zeitgenössischer Ausmalung. Im Inneren ist der ältere Saalteil über einem Längsunterzug flach gedeckt, der jüngere tonnengewölbt. Raumbestimmend ist die dreiseitige Empore, die an der Schmalseite die Orgel trägt. Die reich verzierten Stützen datieren 1621, die Brüstung wohl 18. Jahrhundert. Qualitätvolle Kanzel, 1681 unter Pastor Caspar Eberhard Gerst entstanden, mit reichen Intarsien, Schnitzereien und auffälligen Streben am Kanzelkorb; vgl. die Kanzel in Erda. Gotisches Altarkreuz. Kulturdenkmal aus geschichtlichen, künstlerischen und städtebaulichen Gründen. | 1569                   | 44387 DDB  |
| Fachwerkhaus             | Fachwerkhaus             | Wilsbach, Brunnenstraße 1 LageFlur: 10, Flurstück: 583                 | Das Wohnhaus des weitläufigen, mehrfach erweiterten Anwesens in ortsbildprägender Ecklage zeigt über dem massiv erneuerten Erdgeschoss ein typisches reiches Fachwerkgefüge aus der Zeit um 1820: geschnitzter Eckständer und Mann-Figuren mit Stielen anstelle von Fußbändern (vgl. Bischoffen, Günteroder Straße 13). Kulturdenkmal aus geschichtlichen und städtebaulichen Gründen. | 1815 bis 1825          | 44388 DDB  |
| Fachwerkhaus             | Fachwerkhaus             | Wilsbach, Brunnenstraße 13 LageFlur: 10, Flurstück: 595/6              | Traufständig zurückliegendes Fachwerkhaus des 18. Jahrhunderts mit den regionaltypischen Mann-Figuren. Der Bau ist vielleicht mit einem adligen Hofgut in Verbindung zu bringen und gehört zu den wenigen bemerkenswerten Resten älterer Bausubstanz im Ort. Kulturdenkmal aus geschichtlichen Gründen. | 1725 bis 1775          | 44390 DDB  |
| Hydrant                  | Hydrant                  | Wilsbach, Brunnenstraße (bei Nr. 1) LageFlur: 10, Flurstück: 521/2     | Der Hydrant der „Maschinen- und Armaturenfabrik vorm. H. Breuer & Co. Hoechst a. M.“ wurde vermutlich anlässlich des Baus der ersten Wasserleitung 1923/24 aufgestellt. Auffällig ist das historisierende Beschlagwerk dieses seltenen Vertreters eines technischen Denkmals. Kulturdenkmal aus geschichtlichen und technischen Gründen. | 1924                   | 44389 DDB  |
| Viehwaage                | Viehwaage                | Wilsbach, Gießener Straße o. Nr. LageFlur: 10, Flurstück: 510/2, 522/1 | Im Gegensatz zu den Wiegehäuschen in Bischoffen, Niederweidbach und Roßbach zeichnet sich der Wilsbacher Bau durch eine traufständige Erschließung aus. Er ist über diese bauliche Variante hinaus als dörflicher Gemeinschaftsbau erhaltenswert. Kulturdenkmal aus geschichtlichen Gründen. | Anfang 20. Jahrhundert | 44392 DDB  |
| Fachwerkhaus             | Fachwerkhaus             | Wilsbach, Gießener Straße 16 LageFlur: 10, Flurstück: 565/2            | Der verputzte, traufständige Fachwerkbau zeigt an der östlichen Giebelwand schöne Geschosshölzer mit Taustabprofilen, die auch an der Kirchenempore von 1622 zu finden sind. Mit einer ähnlichen Datierung ins 17. Jahrhundert gehört der Bau, der sein ursprüngliches Gefüge offensichtlich weit gehend bewahrt hat, zu den ältesten Fachwerkhäusern des Ortes. Kulturdenkmal aus geschichtlichen Gründen. | 1625 bis 1675          | 44391 DDB  |